# Maracena

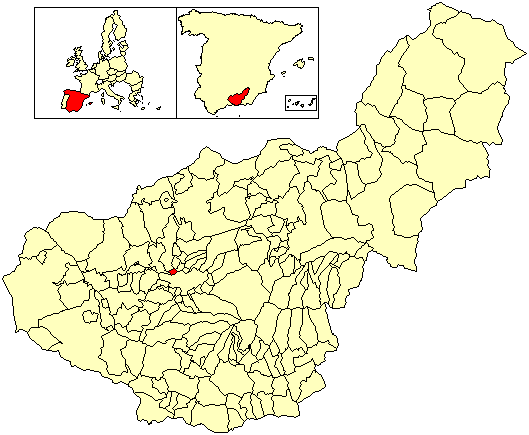
Maracena

Maracena este un municipiu din Spania, situat în provincia Granada din comunitatea autonomă Andaluzia. Are o populație de 20.297 de locuitori.